# An Introduction to Syd Barrett
An Introduction to Syd Barrett ist eine Kompilation des musikalischen Werkes des britischen Gitarristen, Sängers und Songwriters Syd Barrett aus dessen Schaffensphase zwischen 1967 und 1970. Die ersten sechs Stücke schrieb er in den Jahren 1967/68 für die Rockband Pink Floyd, deren Gründungsmitglied er 1965 war. Mit The Madcap Laughs und Barrett, die beide während seiner sehr kurzen sich anschließenden Solokarriere in den Jahren 1968 bis 1970 entstanden, sowie der Single Octopus schloss Barrett sein musikalisches Engagement ab. Stücke dieser beiden Alben finden sich neben Octopus in Auszügen auf An Introduction to Syd Barrett.

## Veröffentlichung
Das Best-of-Album erschien am 4. Oktober 2010 in Europa und zu verschiedenen späteren Terminen im restlichen Teil der Welt. An der Nachbearbeitung der Aufnahmen war maßgeblich der Freund und Bandnachfolger Pink Floyds, David Gilmour beteiligt. Die Gestaltung des Plattencovers stammt vom britischen Grafikdesigner Storm Thorgerson, der auch das Cover des 1973 erschienenen Albums The Dark Side of the Moon produziert hatte. An Introduction to Syd Barrett erreichte in den UK Charts Platz 104.
Käufer der CD und von iTunes bekommen einen vormals unveröffentlichten Track mit dem zwanzigminütigen Instrumentalstück Rhamadan als Download angeboten.

## Titel
Alle Songs wurden von Syd Barrett kreiert.
1. Arnold Layne – 3:48
2. See Emily Play – 3:14
3. Apples and Oranges (Stereo-Version) – 3:08
4. Matilda Mother (Alternativ-Version) – 3:14
5. Chapter 24 – 3:45
6. Bike – 2:00
  - Die Stücke 1–6 entstanden in Zusammenarbeit mit Pink Floyd und wurden zumeist 2010 digital neu gemastert.
7. Terrapin – 3:11
8. Love You – 2:49
9. Dark Globe – 3:01
10. Here I Go (2010 Remix) – 3:25
11. Octopus (2010 Mix) – 3:54
12. She Took a Long Cool Look (2010 Mix) – 1:46
13. If It’s in You – 2:23
14. Baby Lemonade – 4:10
15. Dominoes (2010 Mix) – 4:06
16. Gigolo Aunt – 5:45
17. Effervescing Elephant – 1:55
18. Bob Dylan Blues – 3:14

Bonus-Titel
1. Rhamadan – 20:09
  - Für CD-Käufer und iTunes-Downloader als Download erhältlich.